# Cinnamomum migao
Cinnamomum migao är en lagerväxtart som beskrevs av Hsi Wen Li. Cinnamomum migao ingår i släktet Cinnamomum och familjen lagerväxter. Inga underarter finns listade i Catalogue of Life.